# Stentjärnen (Eds socken, Ångermanland)
Stentjärnen är en sjö i Sollefteå kommun i Ångermanland och ingår i Ångermanälvens huvudavrinningsområde.